# Independents 4 Change
Independents 4 Change (en gaèlic irlandès Neamhspleáigh ar son an Athraithe) és un partit polític irlandès d'esquerres.

## Història
L'agrupació política està inscrita com a partit polític des de 2014. Abans era conegut com el Moviment Independents per la Igualtat.
El partit va adoptar el seu nom actual el setembre de 2015, després de l'establiment de l'aliança electoral Right2Change, que van subscriure els seus candidats a les eleccions generals de 2016.
Dins del 32è Dáil, I4C va aprofitar les ordres permanents revisades del Dáil per formar el seu propi grup tècnic, que també incloïa tres TD independents que no eren membres del mateix partit: Catherine Connolly, Thomas Pringle i Maureen O'Sullivan.
Tommy Broughan va abandonar el partit el 26 de juliol de 2016.
El 2016, Ruth Nolan, membre del Consell del Comtat de Dublín del Sud de Lucan que havia estat escollida per People Before Profit, es va unir a Independents 4 Change.
El maig de 2020, Joan Collins va deixar I4C per fundar un nou partit anomenat Right to Change, deixant el partit sense TD.

## Història electoral
Quatre candidats es van presentar a les eleccions locals de 2014 per al grup a cadascuna de les àrees electorals locals del Consell del Comtat de Wexford. Cap d'ells va ser elegit.
Mick Wallace, Clare Daly, Joan Collins, i Tommy Broughan, i el conseller Barry Martin es van presentar a les eleccions generals de 2016 per a Independents 4 Change, amb Broughan, Collins, Daly i Wallace sent elegits.
A les eleccions al Parlament Europeu del 2019, Clare Daly i Mick Wallace van ser elegits com a eurodiputats. Tres consellers van ser escollits per a Independents 4 Change a les eleccions locals celebrades el mateix dia, inclòs l'antic TD laborista de Sligo i el conseller socialista independent Declan Bree.
A les eleccions generals del 2020, Independents 4 Change va recuperar un diputat Teachta Dála, Joan Collins a Dublin South-Central. El maig de 2020, Collins va abandonar Independents 4 Change i va fundar un nou partit anomenat Right to Change.

### Dáil Éireann
| Elecció | Escons  | ± | Posició | Primera pref. vots | %    | Govern   |
| ------- | ------- | - | ------- | ------------------ | ---- | -------- |
| 2016    | 4 / 158 | 4 | = 6è    | 31,365             | 1.5% | Oposició |
| 2020    | 1 / 160 | 3 | 9è      | 8,421              | 0.4% | Oposició |

### Eleccions locals
| Elecció | Escons  | ± | Primera pref. vots | %    |
| ------- | ------- | - | ------------------ | ---- |
| 2014    | 0 / 949 | = | 1,828              | 0.1% |
| 2019    | 3 / 949 | 3 | 8,626              | 0.5% |

### Eleccions europees
| Elecció | Escons | ± | Primera pref. vots | %    |
| ------- | ------ | - | ------------------ | ---- |
| 2019    | 2 / 13 | 2 | 124,085            | 7.4% |